# Іпатка тихоокеанська
Іпатка тихоокеанська (Fratercula corniculata) — вид птахів з роду іпатка, родини гагаркових, що мешкає на північному узбережжі Тихого океану.

## Опис
Довжина тіла іпатки тихоокеанської — 30-35 см, важить — 450–500 г. Забарвлення чорно-буре, щоки білі, за очима пучки довгих жовтуватих пір'їн.
Лапи у неї червоно-оранжевого або червоного кольору. На пальцях гострі кігті. Між пальцями — перетинки. Дзьоб короткий, товстий біля основи. Самці більші за самок. Забарвлення у самців та самок однакове.

## Поведінка
Іпатки тихоокеанські добре ходять, літають, плавають. Мисливські угіддя іпаток знаходяться далеко від гнізда, і якби батьки тягали по одній рибці, пташенятам довелося б голодувати. Але, зловивши рибку, вони повертають її в дзьобі поперек, відтісняючи до кута рота і притискаючи язиком до піднебіння: тепер птах знову може ловити рибу. Тому у птаха, що повертається з промислу, з дзьоба в усі боки стирчать риб'ячі хвости і голови.

## Розмноження
Тихоокеанські іпатки гніздяться великими колоніями на північному узбережжі Тихого океану. Риють довгі нори, в яких будують гнізда з пір'я, листя та трави. Відкладають одне яйце, яке висиджують та самець та самка по черзі. Новонароджені пташенята дуже ненажерливі, і батьки безперестанку тягають їм невеликих рибок.

## Раціон
Харчуються рибою, зоопланктоном та кальмарами.

## Зображення

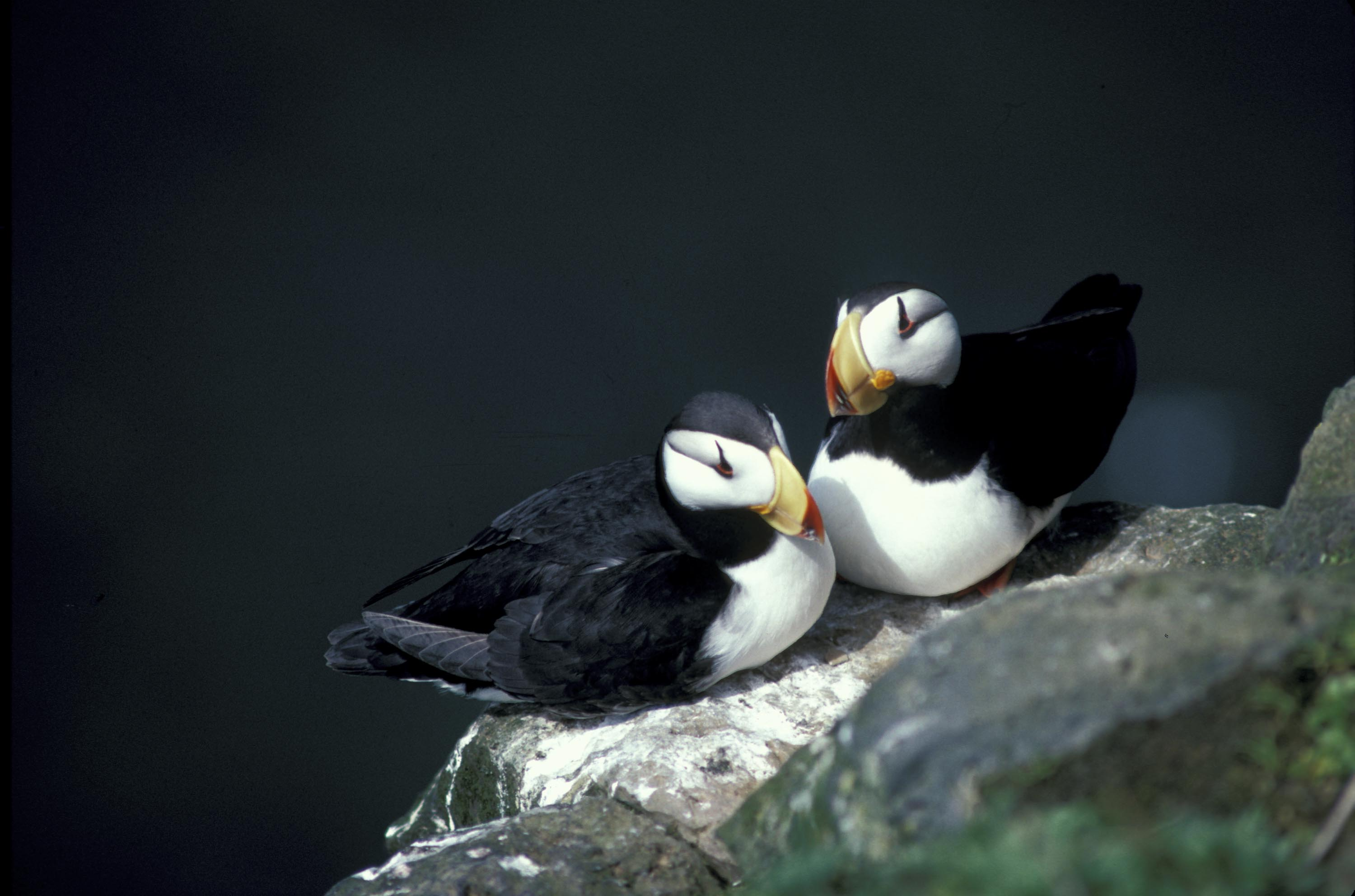